# L'Entraîneur 2010
L'Entraîneur 2010 est un jeu vidéo de gestion sportive de football développé par Beautiful Game Studios, sorti en 2009 sur PC (Windows). Il fait partie de la série L'Entraîneur.

## Accueil
- Jeuxvideo.com : 15/20[1]